# 竊螺龍屬
竊螺龍屬（學名：Conchoraptor）是偷蛋龍科的一屬恐龍，生存於上白堊紀的亞洲。牠們的屬名意為「海螺偷竊者」，反映了竊蛋龍科並非以蛋為食，而有可能是專門吃軟體動物的假說。

## 敘述

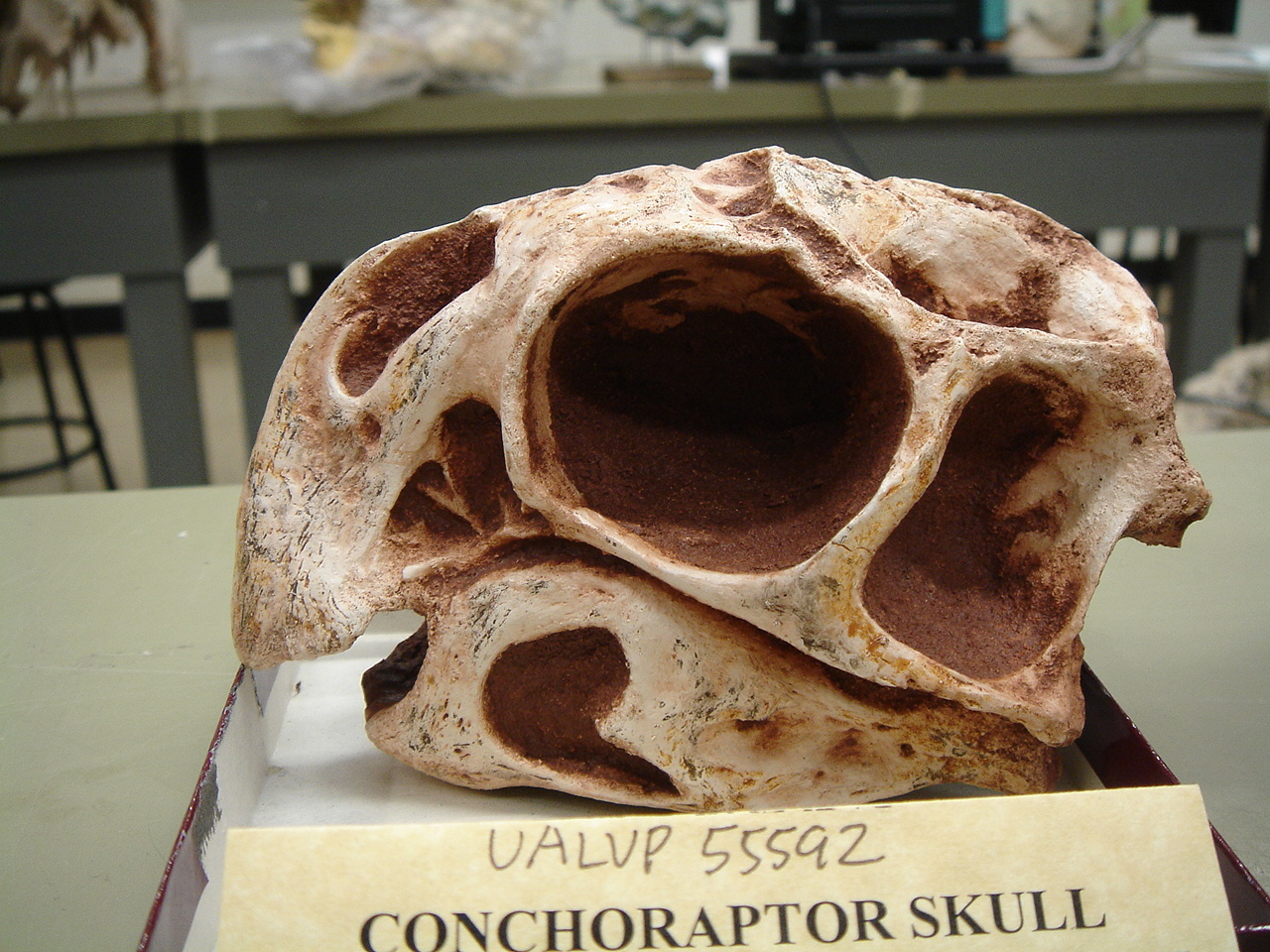
竊螺龍的頭顱骨（亞伯達大學藏）

竊螺龍是種小型恐龍，身長約1到2公尺。不像其他偷蛋龍科，竊螺龍沒有頭冠。但竊螺龍缺乏牙齒，這是典型的偷蛋龍類特徵。偷蛋龍類雖然沒有牙齒，但具有堅硬的喙狀嘴，被認為適合咬碎軟體動物的外殼。竊螺龍的頭顱骨有許多洞孔、中空空間。耳部區域的骨頭連接處，被認為是共鳴腔，可協助聽覺。

## 發現與命名
在1971年，一群波蘭與蒙古的聯合挖掘團隊在蒙古的耐梅蓋特組（Nemegt Formation）發現這些化石，地質年代為坎潘階晚期。最初科學家認為竊螺龍是偷蛋龍的幼年個體，因此缺乏頭冠，而在性成熟的過程中，會長出頭冠。但更多的研究顯示竊螺龍與偷蛋龍的手部結構不同，所以認為是一個獨立的屬。在解剖學上，竊螺龍的演化位置似乎是介於雌駝龍及偷蛋龍之間，這使得學界更難研究竊螺龍的分類位置。
模式種是纖弱竊螺龍（C. gracilis），是由瑞欽·巴思缽（Rinchen Barsbold）在1986年所描述、命名。屬名在古希臘文意為「貝殼的盜賊」，因為瑞欽·巴思缽認為偷蛋龍類是以軟體動物為食，而非傳統理論所認為的以蛋為食；種名在拉丁文意為「纖細的」。正模標本（編號IGM 100/20）是一個部分身體骨骼、頭顱骨。之後發現約20個標本，被編入於竊螺龍。
在1986年，瑞欽·巴思缽將竊螺龍歸類於偷蛋龍科。近年研究顯示牠們屬於偷蛋龍科的雌駝龍亞科。